# Jordi Hurtado
Pour les articles homonymes, voir Hurtado.
Jordi Hurtado Torres, né le 16 juin 1957  à Sant Feliu de Llobregat, province de Barcelone, est un acteur de postsynchronisation et présentateur de radio et télévision espagnol. Il est populaire grâce à des concours de TVE comme Saber y Ganar (Savoir et Gagner). Il habite actuellement à Barcelone et a deux filles.

## Radio
- 1982 Radio al sol, Radio Barcelona de la Cadena SER, Premio Ondas 1982.
- 1990 La alegría de la casa

## Télévision
- 1985-1988 Si lo sé no vengo avec Virginia Mataix, de Sergi Schaaf
- 1989-1990, La liga del millón, dans Estudio Estadio
- 1991 Pictionary
- 1992 Carros de Juego
- 1994 ¿Cómo lo hacen? avec Almudena Ariza
- Depuis 1997 Saber y Ganar, de Sergi Schaaf